# Salvatore D'Elia (calciatore)
Salvatore D'Elia (Mugnano di Napoli, 10 febbraio 1989) è un calciatore italiano, difensore del Chieri.

## Caratteristiche tecniche
Gioca come terzino sinistro.

## Carriera

### Club
Nato a Mugnano di Napoli, ma cresciuto a Marano di Napoli, ha mosso i primi passi con la squadra del suo paese il Marano Calcio, prima di passare nel settore giovanile della Juventus, militando in particolare dal 2006 al 2009 nella Primavera dei bianconeri, con cui vince una Coppa Italia Primavera, due Supercoppe Primavera ed un Torneo di Viareggio (nel 2009).

### Prestiti: Figline e Portogruaro
Nel 2009 viene ceduto al Figline, società neopromossa in Lega Pro Prima Divisione; qui fa il suo esordio tra i professionisti, giocando 16 partite e segnando la sua prima rete in carriera. A fine stagione torna alla Juventus, che per la stagione 2010-2011 lo cede nuovamente in prestito, questa volta al Portogruaro neopromosso in Serie B. Con la squadra veneta D'Elia gioca una partita in Coppa Italia e 12 in Serie B, campionato chiuso dalla sua squadra al penultimo posto in classifica e, quindi, con una retrocessione in Prima Divisione.

### Venezia
Nella stagione 2011-2012 rimane in rosa alla Juventus, con cui però non gioca nessuna partita in prima squadra; per la stagione 2012-2013 viene invece ceduto in prestito al Venezia, società neopromossa in Prima Divisione, con cui nel corso della stagione 2012-2013 gioca 14 partite in terza serie.

### Vicenza
Nella stagione 2013-2014 si trasferisce al Vicenza, con cui gioca 2 partite in Coppa Italia, 2 partite in Coppa Italia Lega Pro, 24 partite in campionato ed una nei play-off per la promozione in Serie B. Nella stagione 2014-2015 torna dopo tre anni a giocare in Serie B, categoria nella quale il Vicenza milita in seguito al ripescaggio dell'estate 2014: nel corso della stagione D'Elia nonostante un infortunio al ginocchio gioca in totale 22 partite: una in Coppa Italia, 19 in Serie B e 2 nei play-off per la promozione in Serie A. Viene riconfermato dai biancorossi anche per la stagione 2015-2016, nella quale oltre a giocare 3 partite in Coppa Italia segna anche il suo primo gol in carriera nel campionato di Serie B.

### Bari, Ascoli, Frosinone e Chieri
Il 25 luglio 2017 il Bari comunica di aver acquistato a titolo definitivo dal Vicenza le prestazioni del calciatore. D'Elia firma un contratto fino al 2020. Segna il suo primo gol con i pugliesi il 3 settembre 2017 nella partita Empoli-Bari 3-2. A fine stagione rimane svincolato dopo il fallimento del Bari. Il 9 agosto 2018, firma un triennale con l'Ascoli, club di Serie B.
Il 14 gennaio 2020 viene acquistato dal Frosinone; esordisce con i ciociari nella trasferta vinta contro l'Ascoli per 1-0. Nell'estate del 2022, dopo complessive 26 partite di Serie B giocate con i ciociari, rimane svincolato; il 3 ottobre 2022 si accasa ai piemontesi del Chieri, militanti in Serie D.

### Nazionale
Tra il 2009 ed il 2010 ha giocato 3 partite con la nazionale Under-20.

## Statistiche

### Presenze e reti nei club
Statistiche aggiornate al 21 febbraio 2024.
| Stagione         | Squadra          | Campionato       | Campionato | Campionato | Coppe nazionali | Coppe nazionali | Coppe nazionali | Coppe continentali | Coppe continentali | Coppe continentali | Altre coppe | Altre coppe | Altre coppe | Totale | Totale | Totale |
| Stagione         | Squadra          | Comp             | Pres       | Reti       | Comp            | Pres            | Reti            | Comp               | Pres               | Reti               | Comp        | Pres        | Reti        | Pres   | Reti   |        |
| ---------------- | ---------------- | ---------------- | ---------- | ---------- | --------------- | --------------- | --------------- | ------------------ | ------------------ | ------------------ | ----------- | ----------- | ----------- | ------ | ------ | ------ |
| 2009-2010        | Figline          | 1D               | 16         | 1          | CI-LP           | 0               | 0               | -                  | -                  | -                  | -           | -           | -           | 16     | 1      |        |
| 2010-2011        | Portogruaro      | B                | 12         | 0          | CI              | 1               | 0               | -                  | -                  | -                  | -           | -           | -           | 13     | 0      |        |
| 2012-2013        | Venezia          | 1D               | 14         | 0          | CI-LP           | 1               | 0               | -                  | -                  | -                  | -           | -           | -           | 15     | 0      |        |
| 2013-2014        | L.R. Vicenza     | 1D               | 24+1       | 0          | CI+CI-LP        | 2+2             | 0               | -                  | -                  | -                  | -           | -           | -           | 29     | 0      |        |
| 2014-2015        | L.R. Vicenza     | B                | 20+2       | 0          | CI              | 1               | 0               | -                  | -                  | -                  | -           | -           | -           | 23     | 0      |        |
| 2015-2016        | L.R. Vicenza     | B                | 37         | 2          | CI              | 3               | 0               | -                  | -                  | -                  | -           | -           | -           | 40     | 2      |        |
| 2016-2017        | L.R. Vicenza     | B                | 19         | 0          | CI              | 0               | 0               |                    | -                  | -                  |             | -           | -           | 19     | 0      |        |
| Totale Vicenza   | Totale Vicenza   | Totale Vicenza   | 100+3      | 1          |                 | 8               | 0               |                    | -                  | -                  |             | -           | -           | 111    | 2      |        |
| 2017-2018        | Bari             | B                | 15         | 2          | CI              | 3               | 0               | -                  | -                  | -                  | -           | -           | -           | 18     | 2      |        |
| 2018-2019        | Ascoli           | B                | 25         | 0          | CI              | 0               | 0               | -                  | -                  | -                  | -           | -           | -           | 25     | 0      |        |
| 2019-2020        | Ascoli           | B                | 9          | 0          | CI              | 2               | 0               | -                  | -                  | -                  | -           | -           | -           | 11     | 0      |        |
| Totale Ascoli    | Totale Ascoli    | Totale Ascoli    | 34         | 0          |                 | 2               | 0               |                    | -                  | -                  |             | -           | -           | 36     | 0      |        |
| gen.-giu. 2020   | Frosinone        | B                | 12         | 0          | CI              | -               | -               | -                  | -                  | -                  | -           | -           | -           | 12     | 0      |        |
| 2020-2021        | Frosinone        | B                | 14         | 0          | CI              | 1               | 0               | -                  | -                  | -                  | -           | -           | -           | 15     | 0      |        |
| 2021-2022        | Frosinone        | B                | 0          | 0          | CI              | 0               | 0               | -                  | -                  | -                  | -           | -           | -           | 0      | 0      |        |
| Totale Frosinone | Totale Frosinone | Totale Frosinone | 26         | 0          |                 | 1               | 0               |                    | -                  | -                  |             | -           | -           | 27     | 0      |        |
| 2022-2023        | Chieri           | D                | 11         | 0          | CID             | -               | -               | -                  | -                  | -                  | -           | -           | -           | 11     | 0      |        |
| 2023-2024        | Chieri           | D                | 5          | 0          | CID             | 0               | 0               | -                  | -                  | -                  | -           | -           | -           | 5      | 0      |        |
| Totale Chieri    | Totale Chieri    | Totale Chieri    | 16         | 0          |                 | 0               | 0               |                    | -                  | -                  |             | -           | -           | 16     | 0      |        |
| Totale carriera  | Totale carriera  | Totale carriera  | 233+3      | 5          |                 | 14+2            | 0               |                    | -                  | -                  |             | -           | -           | 252    | 5      |        |

## Palmarès

### Club

#### Competizioni giovanili
- Coppa Italia Primavera: 1

Juventus: 2006-2007
- Supercoppa Primavera: 2

Juventus: 2006, 2007
- Torneo di Viareggio: 1

Juventus: 2009